# Deutsche Meisterschaften in der Nordischen Kombination 2002

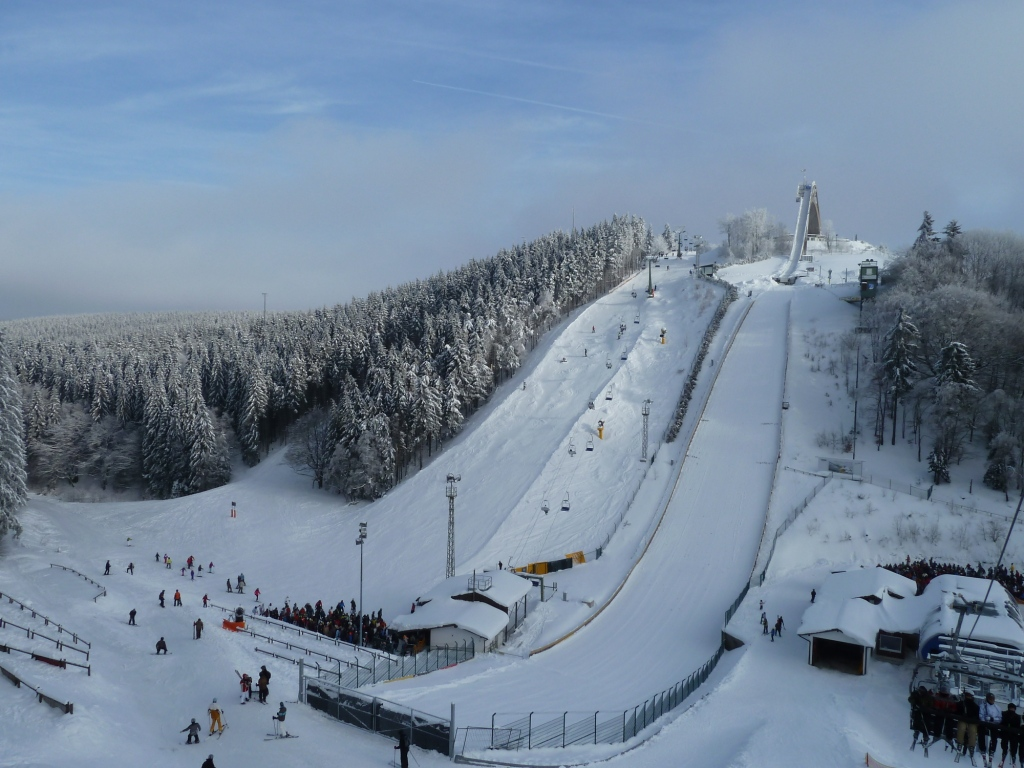
St.-Georg-Schanze in Winterberg

Die Deutschen Meisterschaften in der Nordischen Kombination 2002 fanden am 26. und 27. Juli 2002 im nordrhein-westfälischen Winterberg statt. Der Veranstalter war der Deutsche Skiverband, während der Westdeutsche Skiverband für die Durchführung zuständig war. Die Wettkampfanlagen war die mit Matten belegte St.-Georg-Schanze sowie der Stadtkurs in Winterberg. Es fand ein Gundersen-Wettkampf sowie ein Sprint statt.

## Teilnehmer
| 41 Teilnehmer aus fünf Bundesländern                                       | 41 Teilnehmer aus fünf Bundesländern |
| -------------------------------------------------------------------------- | ------------------------------------ |
| - Baden-Württemberg (8) - Bayern (4) - Nordrhein-Westfalen (3) – Gastgeber | - Sachsen (10) - Thüringen (16)      |

## Ergebnisse

### Gundersen (HS 87/15 km)
Der Einzelwettbewerb fand am 26. Juli 2002 in der Gundersen-Methode über 15 Kilometer statt. Nach zwei Wertungssprüngen wurden im Stadtkurs Winterberg 8 Runden à 1850 Meter gelaufen, wobei eine Höhendifferenz von 20 Metern sowie ein Gesamt-Anstieg von 150 Metern pro Runde zurückgelegt wurde. Die beste Sprungleistung zeigte Georg Hettich, während Ronny Ackermann die beste Laufzeit vorzuweisen hatte.
| Platz | Name               | Verein                       | Sprungpunkte | Laufzeit | Rückstand |
| ----- | ------------------ | ---------------------------- | ------------ | -------- | --------- |
| 01.   | Ronny Ackermann    | WSV Oberhof 05, TSV          | 217,0        | 27:00,1  | 27:34,1   |
| 02.   | Georg Hettich      | ST Schonach, SBW             | 225,5        | 27:45,1  | +0:11,0   |
| 03.   | Jens Gaiser        | SV Mitteltal-Obertal, SBW    | 216,0        | 27:17,8  | +0:21,7   |
| 04.   | Stephan Münchmeyer | WSV Oberhof 05, TSV          | 211,5        | 27:45,0  | +1:06,9   |
| 05.   | Björn Kircheisen   | WSV Johanngeorgenstadt, SVS  | 213,5        | 27:53,5  | +1:07,4   |
| 06.   | Christian Beetz    | WSV Oberhof 05, TSV          | 213,5        | 27:53,9  | +1:07,8   |
| 07.   | Marcel Höhlig      | WSV Oberhof 05, TSV          | 217,5        | 28:45,1  | +1:43,0   |
| 08.   | Sebastian Haseney  | SC Motor Zella-Mehlis, TSV   | 205,5        | 28:01,9  | +1:47,8   |
| 09.   | Marko Baacke       | WSC 07 Ruhla, TSV            | 206,5        | 28:23,0  | +2:04,9   |
| 10.   | Matthias Mehringer | SC Ruhpolding, BSV           | 205,5        | 28:19,6  | +2:05,5   |
| 11.   | Marko Kühne        | Oberwiesenthaler SV, SVS     | 219,0        | 29:13,8  | +2:05,7   |
| 12.   | Tino Edelmann      | SC Motor Zella-Mehlis, TSV   | 204,0        | 28:38,6  | +2:30,5   |
| 13.   | Matthias Menz      | SC Steinbach-Hallenberg, TSV | 206,5        | 28:58,0  | +2:39,9   |
| 14.   | Peter Grillhösl    | WSV Rastbüchl, BSV           | 198,5        | 28:27,8  | +2:41,7   |
| 15.   | Max Hirth          | VSC Klingenthal, SVS         | 189,0        | 27:51,9  | +2:43,8   |

### Sprint (HS 87/7,5 km)
Der Sprint fand von der Normalschanze und über 7,5 km statt. Den besten Sprung zeigte Georg Hettich, während Jens Gaiser die beste Laufzeit aufweisen konnte.
| Platz | Name               | Verein                       | Sprungpunkte | Laufzeit | Rückstand |
| ----- | ------------------ | ---------------------------- | ------------ | -------- | --------- |
| 01.   | Jens Gaiser        | SV Mitteltal-Obertal, SBW    | 112,5        | 12:52,5  | 13:18,5   |
| 02.   | Ronny Ackermann    | WSV Oberhof 05, TSV          | 117,0        | 13:10,6  | +0:00,1   |
| 03.   | Georg Hettich      | ST Schonach, SBW             | 119,0        | 13:24,7  | +0:06,2   |
| 04.   | Marko Kühne        | Oberwiesenthaler SV, SVS     | 117,0        | 13:42,2  | +0:31,7   |
| 05.   | Björn Kircheisen   | WSV Johanngeorgenstadt, SVS  | 104,5        | 12:53,9  | +0:33,4   |
| 06.   | Stephan Münchmeyer | WSV Oberhof 05, TSV          | 105,5        | 12:58,4  | +0:33,9   |
| 07.   | Marcel Höhlig      | WSV Oberhof 05, TSV          | 105,0        | 12:57,1  | +0:34,6   |
| 08.   | Matthias Menz      | SC Steinbach-Hallenberg, TSV | 109,0        | 13:28,5  | +0:50,0   |
| 09.   | Sebastian Haseney  | SC Motor Zella-Mehlis, TSV   | 100,5        | 12:56,3  | +0:51,8   |
| 10.   | Marko Baacke       | WSC 07 Ruhla, TSV            | 103,0        | 13:08,0  | +0:53,5   |
| 11.   | Tino Edelmann      | SC Motor Zella-Mehlis, TSV   | 103,5        | 13:10,8  | +0:54,3   |
| 12.   | Matthias Mehringer | SC Ruhpolding, BSV           | 098,5        | 13:26,9  | +1:30,4   |
| 13.   | Marc Frey          | SV Baiersbronn, SBW          | 092,0        | 13:09,2  | +1:38,7   |
| 14.   | Peter Grillhösl    | WSV Rastbüchl, BSV           | 094,0        | 13:21,8  | +1:43,3   |
| 15.   | Max Hirth          | VSC Klingenthal, SVS         | 089,0        | 13:22,7  | +2:04,2   |